# Enthalpie

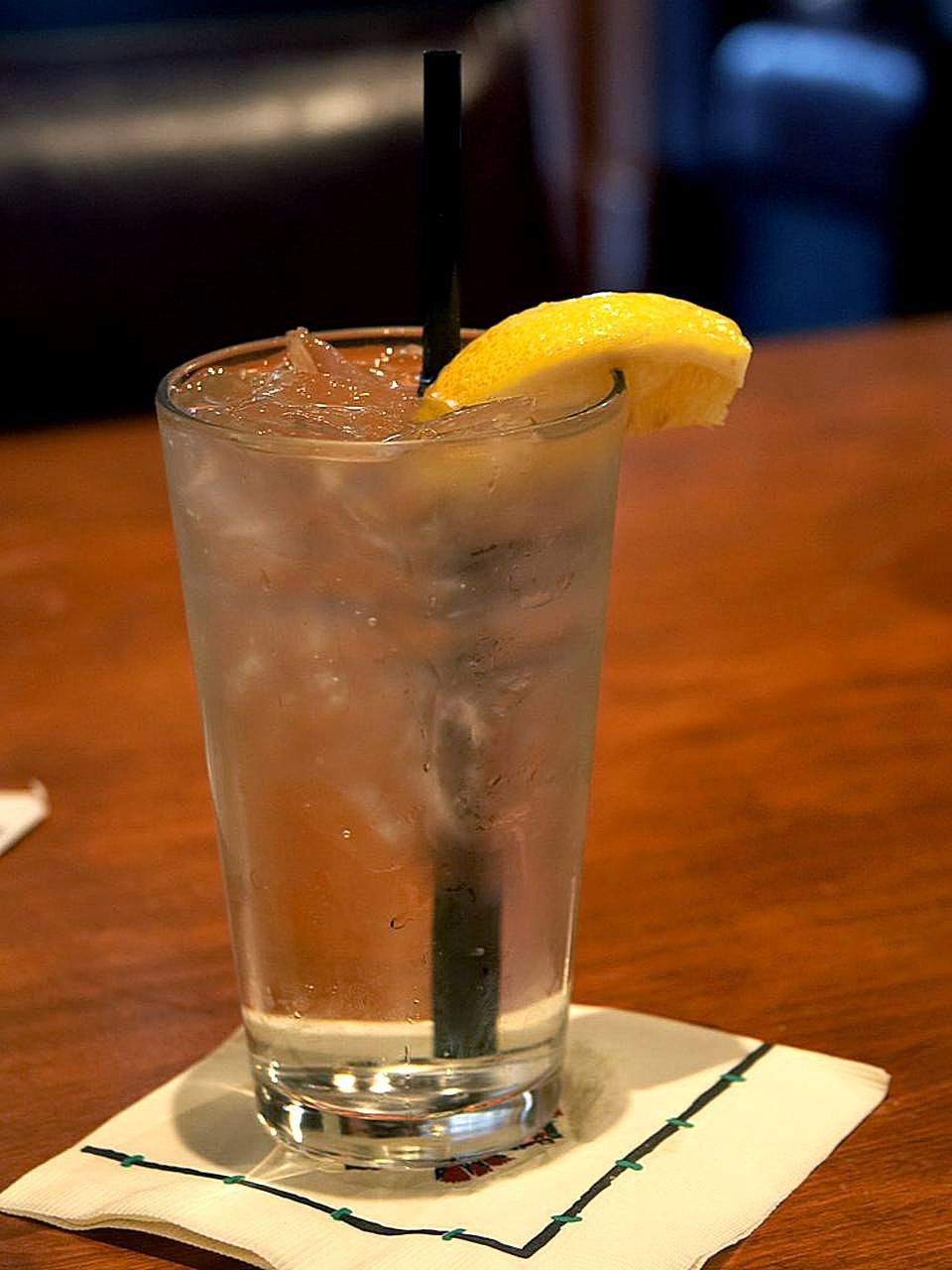
L'enthalpie de fusion est la chaleur qui doit être apportée pour faire fondre la glace à une pression constante. Elle est retirée du liquide environnant et réchauffe le glaçon. Finalement, la boisson est rafraichie.

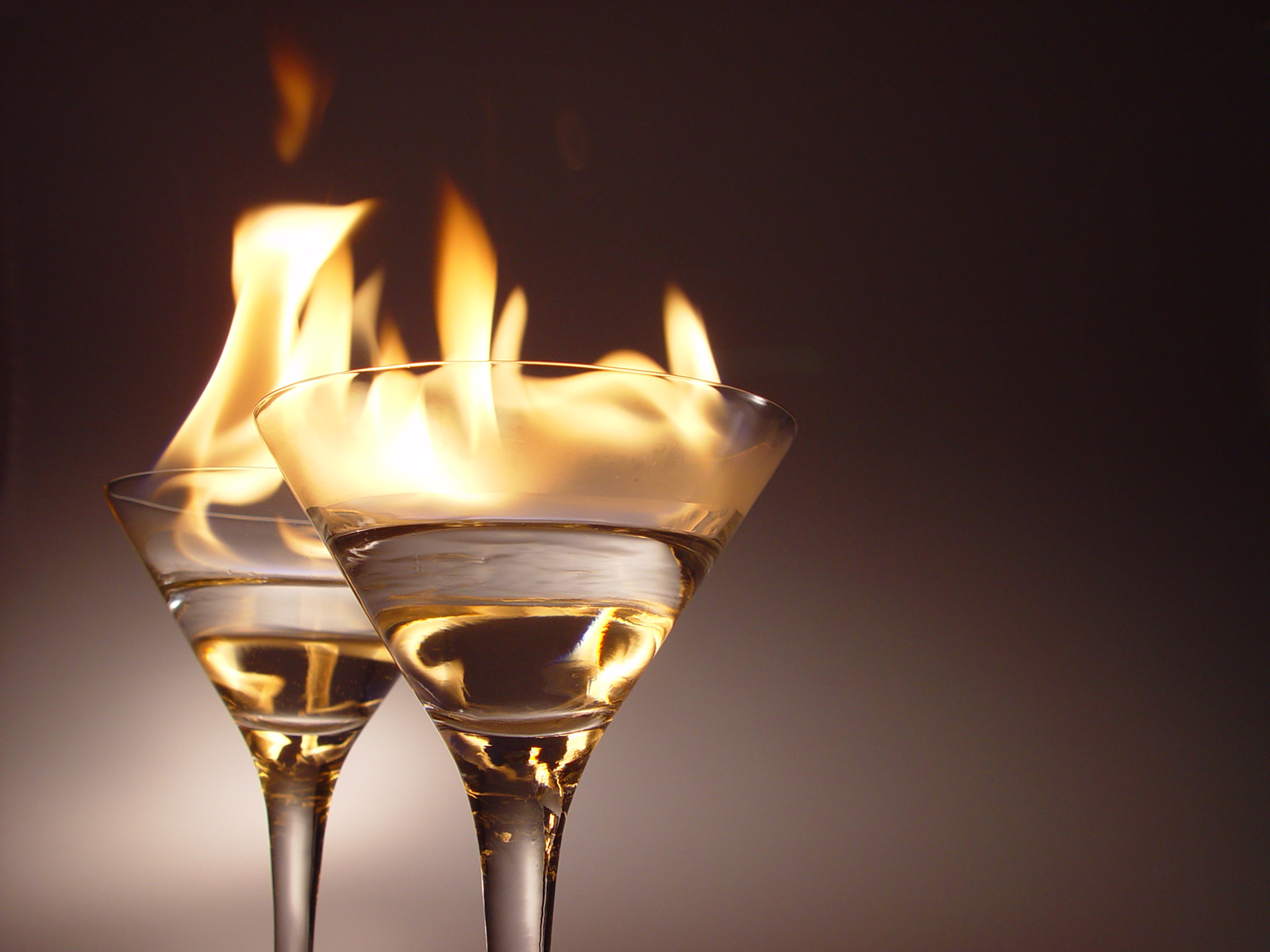
L'enthalpie de réaction de la combustion d'alcool dans l'air est négative. Il s’agit donc d’une réaction exothermique dans laquelle la chaleur est libérée dans l’environnement.

Ne doit pas être confondu avec Entropie (thermodynamique).
En physique, l'enthalpie est une quantité reliée à l'énergie d'un système thermodynamique. Elle est notée {\displaystyle H}. Elle comprend l'énergie interne du système (notée {\displaystyle U}) et le produit de la pression (notée {\displaystyle P}) par le volume (noté {\displaystyle V}) : {\displaystyle H=U+PV}. 
L'enthalpie est un potentiel thermodynamique qui synthétise en une seule fonction l'énergie interne du système (liée à sa température et à sa quantité de matière) et le travail de frontière (lié à sa pression) requis pour occuper son volume. Il s'agit d'une fonction d'état qui est une grandeur extensive. L'unité de mesure de l'enthalpie dans le Système international d'unités (SI) est le joule, même si d'autres unités historiques sont encore parfois en usage.
L'enthalpie est couramment utilisée lors de l'étude des changements d'état mettant en jeu l'énergie d'un système dans de nombreux processus chimiques, biologiques et physiques.
Pour les processus effectués à pression constante, la variation d'enthalpie correspond à la chaleur absorbée (ou dégagée) pour rester à température constante : {\displaystyle \Delta H=Q_{P}=\Delta U+P\Delta V}, lorsque le travail n'est dû qu'aux forces de pression. Dans ce cas, la variation d'enthalpie {\displaystyle \Delta H} est positive dans les réactions endothermiques (qui absorbent de la chaleur) et négative dans les réactions exothermiques (qui libèrent de la chaleur).

## Étymologie
Le mot enthalpie (du préfixe en- et du grec thalpein : « chauffer ») serait la création d'Heike Kamerlingh Onnes,: « La nouvelle fonction thermodynamique […], qui reçut de Kamerlingh Onnes le nom d'« enthalpie », joue, pour les transformations à pression constante, le rôle que joue l'énergie interne pour les transformations à volume constant ».

## Motivation
Les systèmes thermodynamiques faisant intervenir des fluides compressibles sont décrits par des relations entre l'énergie interne du fluide {\displaystyle U}, sa pression {\displaystyle P} et son volume {\displaystyle V}. Lorsqu'un fluide compressible subit un transfert de chaleur, la chaleur reçue ou perdue modifie à la fois l'énergie interne du système, mais aussi son aptitude à fournir un travail (en changeant son volume sous l'effet de la pression), qui se traduit en travail réel si la frontière du système est déformable. 
Cependant, lorsqu'un fluide subit des changements d'état (condensation, évaporation) ou des réactions chimiques exothermiques/endothermiques (combustion, polymérisation), le lien entre {\displaystyle U}, {\displaystyle P} et {\displaystyle V} est perdu au cours de la transformation de sorte qu'il est impossible de lier leurs valeurs initiales et finales. De plus, {\displaystyle P} et {\displaystyle V} sont des variables codépendantes qu'il est souvent difficile (et pas toujours utile) de séparer. 
Il est donc nécessaire de se munir d'une variable d'état conservative qui permette de représenter le système à travers ces transformations, mais également de représenter l'effet de ces transformations elles-mêmes sur l'énergie globale du système. C'est l'enthalpie qui remplit ce rôle, en synthétisant dans une variable « boîte noire » l'influence combinée de l'énergie interne, de la pression et du volume. On passe alors par une description du système en termes de variation d'enthalpie qui, sous l'hypothèse de pression constante au cours de la transformation, possède la propriété remarquable de représenter uniquement le transfert de chaleur à travers la frontière du système.

## Définition
Considérons une transformation isobare (à pression constante) au cours de laquelle le système passe d'un état A à un état B d'équilibre en échangeant de la chaleur {\displaystyle Q_{p}} et du travail uniquement par l'intermédiaire des forces de pression {\displaystyle W_{fp}}.
Le premier principe permet d'écrire :
{\displaystyle \Delta U=U_{B}-U_{A}=Q_{p}+W_{fp}}
où {\displaystyle U} est la fonction d'état énergie interne.
À pression constante, le travail des forces de pression est égal à :
{\displaystyle W_{fp}=-P\cdot \Delta V=-P\cdot (V_{B}-V_{A})}.
Donc :
{\displaystyle U_{B}-U_{A}=Q_{p}-P\cdot (V_{B}-V_{A})}
d'où :
{\displaystyle Q_{p}=(U_{B}+P\cdot V_{B})-(U_{A}+P\cdot V_{A})}
On définit ainsi une nouvelle fonction d'état, la fonction enthalpie :
{\displaystyle H(U,P,V)=U+PV}
Il s'ensuit que :
{\displaystyle Q_{p}=H_{B}-H_{A}=\Delta H}
Par conséquent, à pression constante, la chaleur mise en jeu, qui n'est pas une fonction d'état puisque c'est un transfert d'énergie entre le système et le milieu extérieur, devient égale à la variation de la fonction d'état enthalpie {\displaystyle H}. La variation de cette fonction ne dépend que de l'état final et de l'état initial du système et est indépendante du chemin suivi par la transformation.
C'est tout l'intérêt de l'application de la fonction enthalpie dans les cas très courants de transformations effectuées à l'air libre, à pression atmosphérique constante.
Cette propriété est à la base de la calorimétrie à pression constante puisque la chaleur apportée au système est facile à mesurer expérimentalement. Par abus de langage, on confond souvent les termes « chaleur » et « enthalpie ».
Remarque :
L'enthalpie {\displaystyle H} d'un système n'est pas connue de façon absolue car elle dépend de l'énergie interne dont la valeur ne peut être déterminée. On ne peut donc avoir accès qu'à des variations d'enthalpie {\displaystyle \Delta H}. Une échelle de valeurs de l'enthalpie des corps purs peut néanmoins être définie, ce qui suppose la définition d'un zéro arbitraire d'enthalpie (voir Enthalpie standard de formation) et d'un état standard : 1 bar de pression. L'état standard peut être défini en principe à une température quelconque, mais les valeurs de l'enthalpie consignées dans les tables thermodynamiques, se réfèrent le plus souvent à la température de référence de 25 °C (298,15 K).

## Propriétés
- L'enthalpie a la dimension d'une énergie, et s'exprime en joules dans le Système International. L'enthalpie d'une réaction chimique s'exprime généralement en kilojoules par mole (kJ/mol).

- La propriété mathématique induite pour toute fonction d'état implique que sa différentielle totale est exacte c'est-à-dire qu'elle est égale à la somme des différentielles partielles par rapport à chaque variable.

## Différentielle de l'enthalpie
De la définition de la fonction d'état {\displaystyle H=U+PV} on déduit la différentielle :
{\displaystyle \mathrm {d} H=\mathrm {d} U+P\,\mathrm {d} V+V\,\mathrm {d} P}
Appliquons le premier principe :
{\displaystyle \mathrm {d} U=\delta Q-P\,\mathrm {d} V+\delta W'}
(où {\displaystyle W'} représente tout travail autre que le travail des forces de pression.) ;
{\displaystyle \mathrm {d} H=\delta Q-P\,\mathrm {d} V+P\,\mathrm {d} V+V\,\mathrm {d} P+\delta W'=\delta Q+V\,\mathrm {d} P+\delta W'}
Appliquons le second principe :
{\displaystyle \delta Q=T\,\mathrm {d} S}
si la transformation est réversible, d'où :
{\displaystyle \mathrm {d} H=T\,\mathrm {d} S+V\,\mathrm {d} P+\delta W'}
Si le système est purement physique (pas de montage électrochimique induisant un travail électrique), on obtient :
{\displaystyle \mathrm {d} H=T\,\mathrm {d} S+V\,\mathrm {d} P}

## Enthalpie de réaction
Dans le cas d'une réaction chimique effectuée à T et p constantes, a été définie une grandeur de réaction appelée enthalpie de réaction, associée à l'équation bilan de la réaction : {\displaystyle \Delta _{r}H_{T,p}~}. Cette grandeur de réaction permet d'avoir accès à la chaleur mise en jeu au cours de la réaction. Le calcul peut être effectué grâce aux valeurs de l'enthalpie standard de formation de chaque constituant intervenant dans la réaction : {\displaystyle \Delta H_{f,T}^{0}~}. Les valeurs ont été consignées dans des tables thermodynamiques, établies à la température de référence de 298 K.

### Exemple
Dans l'exemple ci-dessous, on établit la relation existant entre enthalpie standard de formation et enthalpie de réaction, dans le cas de la combustion d'un alcane : le méthane.
{\displaystyle {\rm {{\color {Blue}CH_{4(g)}}+{\color {Red}2O_{2(g)}}\to {\color {Green}CO_{2(g)}}+{\color {Salmon}2H_{2}O_{(l)}}}}}
L'eau est considérée ici à l'état liquide parce que l'état final est à 25 °C. La vapeur d'eau formée par la combustion est alors condensée en liquide à l'intérieur du calorimètre employé pour la mesure. 
On calcule l'enthalpie de combustion du méthane à 298 K sous la pression standard à partir de la loi de Hess :
{\displaystyle \Delta _{\text{comb}}H_{298}^{0}={\color {green}1}\times \Delta H_{f,298}^{0}(\mathrm {CO_{2(g)}} )+{\color {Salmon}2}\times \Delta H_{f,298}^{o}(\mathrm {H_{2}O_{(l)}} ){\color {Blue}-1}\times \Delta H_{f,298}^{0}(\mathrm {CH_{4(g)}} )}.
L'enthalpie standard de formation du dioxygène est nulle car c'est un corps pur simple stable dans les conditions choisies (voir Enthalpie standard de formation).
Le calcul de cette enthalpie de combustion permet le calcul de la chaleur de réaction (voir Enthalpie de réaction). Inversement, si l'on mesure cette chaleur à l'aide d'une bombe calorimétrique, on peut avoir accès à l'enthalpie standard de formation du méthane.
{\displaystyle \Delta H_{f,298}^{0}(\mathrm {CH_{4(g)}} )=-\Delta _{\text{comb}}H_{298}^{0}+{\color {green}1}\times \Delta H_{f,298}^{0}(\mathrm {CO_{2(g)}} )+{\color {Salmon}2}\times \Delta H_{f,298}^{0}(\mathrm {H_{2}O_{(l)}} )}

### Enthalpie et énergie interne de réaction
Il existe une relation entre l'enthalpie de réaction et l'énergie interne de réaction :
{\displaystyle \Delta _{r}H=\Delta _{r}U+\Delta _{r}(PV)}
Pour les réactions chimiques, le terme {\displaystyle \Delta _{r}(PV)} associé au changement de volume est généralement très petit devant {\displaystyle \Delta _{r}H}, de sorte que l'enthalpie de réaction peut être assimilée à l'énergie interne de réaction avec une bonne approximation.
Pour la combustion d'une mole de méthane à titre d'exemple, {\displaystyle \Delta _{comb}H_{298}^{0}=-890\ kJ}, mais {\displaystyle \Delta _{r}(PV)\approx RT\Delta _{r}n_{gaz}=-2RT=-5{,}0{\rm {\ kJ}}} seulement.

## État standard
L'état standard pour les réactifs et les produits impose les conditions de pression P0= 1 bar et de concentration C0 = 1 mol L−1, la température est choisie arbitrairement. L'état de référence en revanche impose une température de 25 °C (298,15 K).

## Détente isenthalpique
Une détente isenthalpique est une réaction où l'enthalpie ne varie pas. Un bon exemple est la détente de Joule-Thomson.

## Travail de transvasement

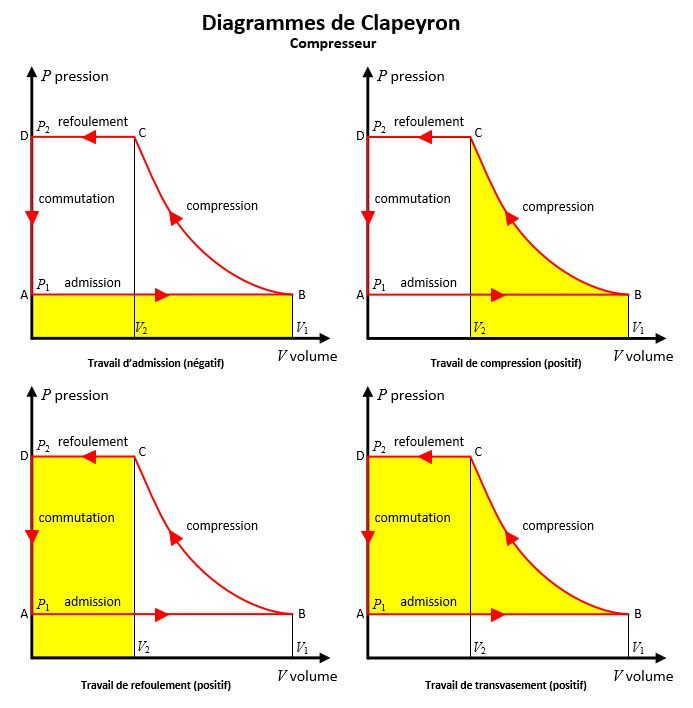
Travail de transvasement d'un compresseur.
Le travail de transvasement est la somme des travaux des diverses étapes du cycle.

Dans une machine de type compresseur ou turbine, le travail des forces de pression sur un cycle de la machine (voir diagrammes ci-contre) inclut le travail des pressions d'admission et de refoulement de la machine. Ce travail est appelé « travail de transvasement » et a pour expression, :
{\displaystyle W_{\text{tr}}=-\oint P\,\mathrm {d} V=\int _{P_{1}}^{P_{2}}V\,\mathrm {d} P=W+P_{2}V_{2}-P_{1}V_{1}}
avec {\displaystyle W=-\int _{V_{1}}^{V_{2}}P\,\mathrm {d} V} le travail de compression ou de détente proprement dit.
Ces machines sont des systèmes ouverts dans lesquels de la matière entre et sort. Les variations d'énergie interne {\displaystyle U} et d'enthalpie {\displaystyle H} entre les points {\displaystyle {\mathsf {B}}} et {\displaystyle {\mathsf {C}}} de la figure ci-contre valent, :
soit, en termes élémentaires :
{\displaystyle \mathrm {d} U=-P\,\mathrm {d} V+T\,\mathrm {d} S=\delta W+\delta Q}
{\displaystyle \mathrm {d} H=V\,\mathrm {d} P+T\,\mathrm {d} S=\delta W_{\text{tr}}+\delta Q}